# حقوق المسنين

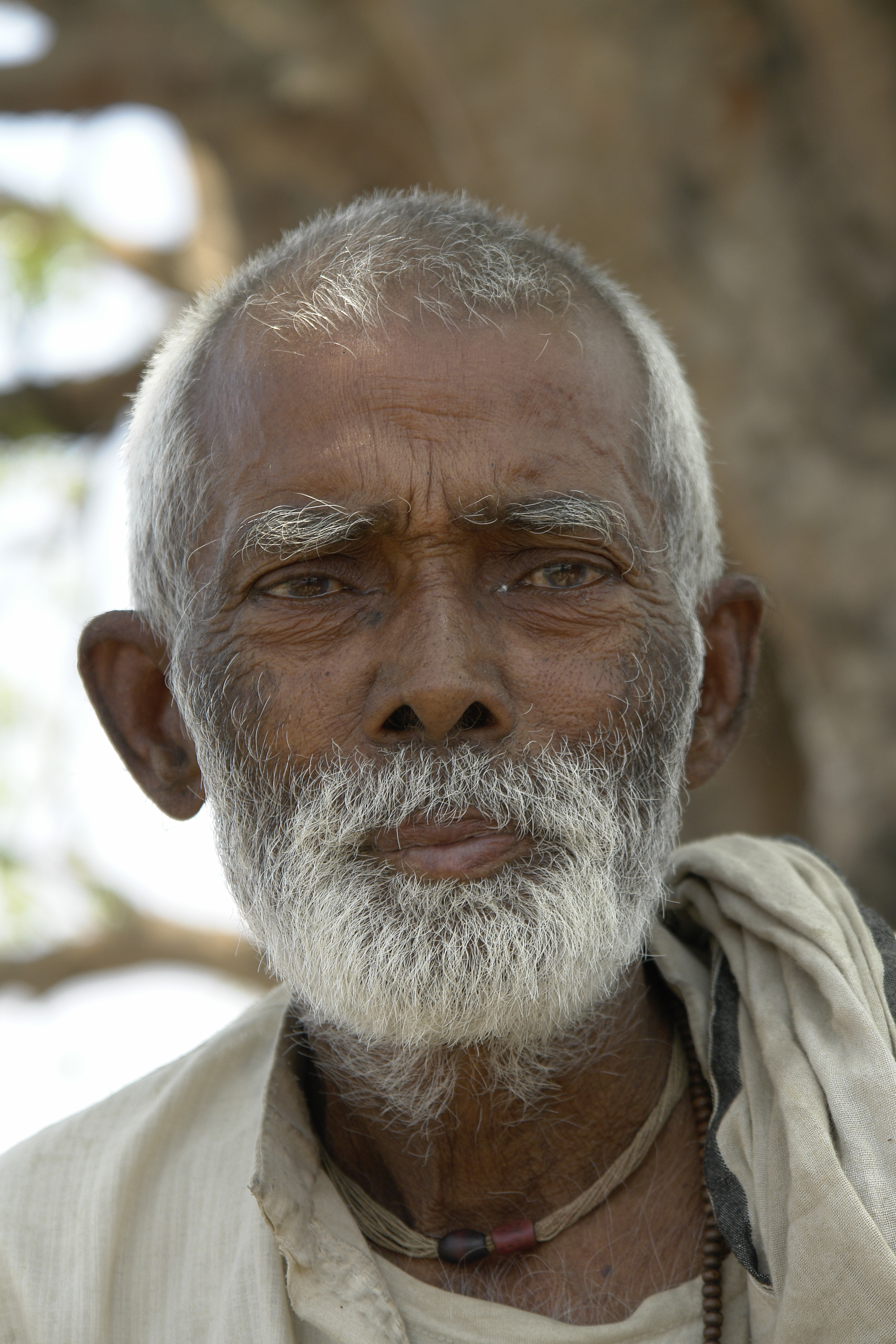
رجل مسن، الهند

يشير مصطلح حقوق المسنين إلى حقوق كبار السن والمتقدّمين بالعمر، والذين يُعدّون فئة غير محمية دستورياً في عدد من البلدان مثل الولايات المتحدة.
تتضمّن قضايا الحقوق الشائعة التي يواجهها المسنون التمييز المبني على العمر في الوظائف (مثل فرض سن التقاعد)، بالإضافة إلى قلة حصولهم على العلاجات الطبية بسبب عقبات متعلقة بالعمر، والتصورات المجتمعية للاستطاعة أو عدم الاستطاعة المبنية على التقدم بالعمر، وكونهم عُرضة للإساءة المادية، والجسدية، والنفسية، والاجتماعية والجنسية بسبب استطاعتهم المتضائلة، وعدم قدرتهم على استخدام التكنولوجيا أو عدم إتاحتها أو توافرها لديهم.

## حركة حقوق المسنّين
بدأ مفهوم مجموعة فريدة من احتياجات وحقوق المسنّين في ثلاثينات القرن العشرين خلال فترة الكساد الكبير مع التركيز بشكل أساسي على الحاجة إلى برنامج وطني لرواتب التقاعد يهدف إلى توفير الأمن المالي للأشخاص المسنين المتوقفين عن العمل.
أُقيمت العديد من الخطط المتنافسة أو المتناظرة في الولايات المتحدة (خطة تاونسيند وحركة مكلين وحركة اللحم والبيض) لمعالجة هذه المشكلة، وفي نهاية المطاف، أُقرّ قانون الضمان الاجتماعي كجزء من الصفقة الجديدة التي وضعها الرئيس فرانكلين روزفلت، لتلبية هذه المطالب.
ومع ازدياد عدد الأفراد المسنين في المجتمع وازدياد غناهم خلال النصف الثاني من القرن العشرين، ازداد نفوذهم السياسي.
كما أُنشئت منظمات مثل الرابطة الأمريكية للمتقاعدين بالإضافة إلى الهيئات الحكومية مثل مؤسسة المسنين بهدف تلبية احتياجاتهم.
أصبحت القضايا التي تتعدّى بساطة التأمين المالي محطّ التركيز؛ إذ أطلقت ماغي كوهن المنفعلة إثر إلزامها بالتقاعد عند سن الخامسة والستين شبكات النمور الرمادية.
كما أنشئت مؤسسة قانون المسنين القومية بدافع القلق من أن يكون للمسنين احتياجات قانونية فريدة من نوعها.
تضمن إعادة تفويض قانون المسنين الأمريكيين عام 2006 مشروعاً بعنوان (خيارات من أجل الاستقلال) يهدف إلى تطوير مجتمع محلي موجه للمستهلكين، ويؤمّن خيارات رعاية طويلة الأمد (على خلاف الاختيارات المتفرقة للمجموعات مثل دور رعاية المسنين التقليدية).

## إنجازات مهمة في تطوّر حقوق المسنين
| السنة | الحدث                                                                         |                                             |
| ----- | ----------------------------------------------------------------------------- | ------------------------------------------- |
| 1920  | قانون تقاعد الخدمة المدنية (الولايات المتحدة)                                 | نظام تقاعد لموظفي الحكومة                   |
| 1935  | قانون الضمان الاجتماعي                                                        | مساعدة المسنين/التأمين على المتقدمين بالعمر |
| 1958  | تأسيس الرابطة الأمريكية للمتقاعدين                                            |                                             |
| 1965  | قانون الأمريكيين المسنين (الولايات المتحدة)                                   | إنشاء إدارة الشيخوخة                        |
| 1970  | تأسيس شبكة النمور الرمادية                                                    |                                             |
| 1970  | إطلاق منظمة (Age concern) في إنجلترا                                          |                                             |
| 1974  | إنشاء جمعية Age UK                                                            |                                             |
| 1994  | تأسيس الجمعية الوطنية لحقوق المسنين (الولايات المتحدة)                        | محامون معتمدون لممارسة قانون المسنين        |
| 1999  | السنة الدولية للمسنين                                                         |                                             |
| 2002  | خطة عمل مدريد الدولية للشيخوخة (MIPAA)                                        | وثيقة السياسة العالمية فيما يتعلّق بالشيخوخة |
| 2003  | قانون الأدوية الموصوفة في الرعاية الطبية وتحسينها وتحديثها (الولايات المتحدة) |                                             |
| 2003  | تشكيل حزب الوحدة الوطنية الاسكتلندية العليا                                   |                                             |
| 2010  | قانون الرعاية الصحية الأمريكي (الولايات المتحدة)                              |                                             |
| 2011  | مجموعة الأمم المتحدة المفتوحة المختصة بالشيخوخة (OEWG)                        | منتدى للأمم المتحدة يناقش حقوق المسنين      |

## ناشطون بارزون في حقوق المسنين
- إثيل بيرسي أندرس: مؤسسة الرابطة الأمريكية للمتقاعدين[12]
- ديفيد هوبمان: مؤسس منظمة Age Concern في إنجلترا[13]
- ماغي كوهن: مؤسسة شبكات النمور الرمادية (Gray Panthers)
- جوردون ليشمان: مؤسس جمعية Age UK.
- هيلين ليفيتوف سوبيل
- جون سوينبورن: مؤسس حزب الوحدة الوطنية الأسكتلندية العليا
- فاليري تايلور
- فرانسيس تاونسيند: مؤسس خطة تاونسيند
- أ.د/ سيد سيف الدين حسين : مصر - مؤسس مركز جامعه القاهرة لرعايه المسنين ومؤسس مشروع المعهد القومى لعلوم المسنين